# Château de Spyker
Le château de Spyker (Schloß Spyker), ou de Spycker, est un château situé sur l'île de Rügen dans la commune de Glowe (arrondissement de Poméranie-Occidentale-Rügen) en Poméranie occidentale (Allemagne).

## Historique
Le domaine de Spyker a été mentionné pour la première fois par écrit en 1318. Il appartenait à la famille von Külpen originaire de Stralsund. Une héritière de la famille épouse un seigneur de Jasmund et les terres entrent dans cette famille, jusqu'à l'extinction de la branche de Spyker en 1648.
La guerre de Trente Ans a pour résultat de faire passer la Poméranie et donc la région de Rügen à la Suède, selon les termes de la paix de Westphalie de 1648. En remerciement de ses faits militaires, la reine Christine de Suède fait don en 1649 des terres de Spyker au maréchal Carl Gustav von Wrangel, d'une ancienne famille livonienne, qui est passé au service de la Suède. Il est nommé plus tard gouverneur de la Poméranie suédoise.
Le château actuel, entouré de douves, est construit en style Renaissance en 1650. La couleur de ses murs, rouge de Falun, est typiquement suédoise et inhabituelle pour la région. C'est le bâtiment profane le plus ancien de l'île.
La fille du maréchal von Wrangel, Éléonore-Sophie von Putbus hérite du domaine et à sa mort en 1687, il passe à une famille de l'aristocratie suédoise, les Brahe, par le mariage d'une héritière Putbus. Le château est occupé en 1806-1807 par le gouverneur français de l'île pendant les guerres napoléoniennes. La Poméranie et l'île de Rügen sont attribuées au royaume de Prusse selon les conclusions du congrès de Vienne en 1815. Le comte Magnus Fredrik Brahe vend le domaine en 1817 à son parent, le prince Guillaume de Putbus (1783-1854), récemment élevé au rang de prince prussien, après avoir été gouverneur de Poméranie pour la Suède.
Ses descendants en restent propriétaires, jusqu'à leur expulsion par les forces soviétiques en 1945. L'île est en zone d'occupation soviétique, puis en RDA. Le château sert de maison de repos et de vacances pour les travailleurs syndiqués du Freier Deutscher Gewerkschaftsbund,et il est transformé en hôtel de trente-deux chambres après 1990. Il a été vendu en 2006 à l'architecte Dominik von Böttinger qui agrandit l'hôtel et fait aussi du château un centre culturel avec expositions et concerts.

## Source
- (de) Cet article est partiellement ou en totalité issu de l’article de Wikipédia en allemand intitulé « Schloss Spycker » (voir la liste des auteurs).